# ادواردو کاو
ادواردو کاو (انگلیسی: Eduardo Kau؛ زادهٔ ۱۷ ژانویهٔ ۱۹۹۹) بازیکن فوتبال اهل برزیل است.
از باشگاه‌هایی که در آن بازی کرده‌است می‌توان به باشگاه فوتبال سائو پائولو اشاره کرد.